# Porcellio marginenotatus
Porcellio marginenotatus là một loài chân đều trong họ Porcellionidae. Loài này được Budde-Lund miêu tả khoa học năm 1885.